# Bollsberget
Bollsberget är ett naturreservat i Strömsunds kommun i Jämtlands län.
Området är naturskyddat sedan 2003 och är 332 hektar stort. Reservatet omfattar fyra berg med hällmarker på topparna och består av våtmarker i form av två tjärnar, en bäck, några lokar och små myrar samt skogar i form av sumpskogar, granskogar och tallskogar.